# Iolana
Iolana is een geslacht van vlinders uit de familie van de Lycaenidae, uit de onderfamilie van de Polyommatinae (blauwtjes).

## Soorten
- I. alfierii Wiltshire, 1948
- I. andreasi (Sheljuzhko, 1919)
- I. arjanica Rose, 1979
- I. debilitata (Schultz, 1905)
- I. gigantea (Grum-Grshimailo, 1885)
- I. gilgitica (Tytler, 1926)
- I. iolas (Ochsenheimer, 1816) - Blazenstruikblauwtje
- I. kermani Dumont, 2004
- I. lessei Bernardi, 1964

### Status onduidelijk
- I. coeli (Oberthür, 1908)